# Dariusz Fijałkowski
Dariusz Fijałkowski (ur. 8 lutego 1979 w Krakowie) – polski żużlowiec.

## Życiorys
Wychowanek Wandy Kraków. Licencje uzyskał w 1995 roku.
Pierwszy i jedyny wystąpił w zawodach rangi Mistrzostw Polski w 2000 roku w Rybniku: w finale MDMP wraz z kolegami z Włókniarza Częstochowa wywalczył złoty medal, a sam zdobył w tych zawodach 10 punktów. W 2002 roku wystąpił w Bydgoszczy w finale Złotego Kasku, jednakże z 3 punktami zajął odległe, 15. miejsce.
W sezonie 2004 podpisał kontrakt w Ekstralidze z drużyną Polonii Bydgoszcz. Startując w barwach Polonii zajął szóste miejsce w Kryterium Asów.
W sezonie 2005 popularny „Zibi” zasilił GTŻ Grudziądz. Sezon ten okazał się pechowy, gdyż podczas meczu z KM Intar Dartom Ostrów Fijałkowski już w 2 biegu uczestniczył w karambolu. W jego wyniku złamał bark, łopatkę i dwa  żebra. Kontuzja ta wykluczyła go z jazdy prawie na 2 miesiące. Kiedy zaczął powracać do formy ponownie odniósł kontuzję, tym razem łamiąc obojczyk.
W sezonie 2006 Fijałkowski nadal startował w Grudziądzu (I liga '06). Uczestniczył w 13 meczach ligowych. W sezonie 2007 przed 6. kolejką drugiej ligi żużlowej podpisał kontrakt z Orłem Łódź.
Po sezonie 2008 postanowił zakończyć karierę żużlową.